# 1713 w muzyce
Wydarzenia muzyczne w 1713 roku.

## Wydarzenia
- Ludwik XIV założył akademię tańca (Académie Royale de Danse)
- Daniel Purcell organistą w St Andrew’s Church, Holborn, Londyn
- Królowa brytyjska Anna Stuart przyznała Georgowi Friedrichowi Händlowi dożywotnią pensję w wysokości 200 funtów rocznie

## Dzieła
- Georg Friedrich Händel – Ode for the Birthday of Queen Anne
- Louis-Nicolas Clérambault – kantata Leandre et Hero

## Dzieła operowe
- Nicola Porpora – Basilio re d’oriente
- Antonio Vivaldi – Orlando Furioso
- Antonio Lotti – Porsenna, Irene augusta, Polidoro

## Urodzili się
- 13 lutego – Domingo Terradellas, hiszpańsko-włoski kompozytor operowy (zm. 1751)
- 10 marca
  - Christian Friedrich Schale, niemiecki organista, wiolonczelista i kompozytor (zm. 1800)
  - Raphael Weiss, niemiecki kompozytor i duchowny (zm. 1779)
- 25 marca – Jean-Baptiste Canavas, włoski skrzypek i kompozytor (zm. 1784)
- 30 sierpnia[a] – Johann Georg Benda, niemiecki skrzypek i kompozytor pochodzenia czeskiego (zm. 1752)
- 3 października – Antoine Dauvergne, francuski skrzypek i kompozytor (zm. 1797)
- 24 października – Marie Fel, francuska śpiewaczka operowa (sopran) (zm. 1794)

Data dzienna nieznana
- Johann Ludwig Krebs, niemiecki kompozytor i organista (zm. 1780)

## Zmarli
- 8 stycznia – Arcangelo Corelli, włoski kompozytor i skrzypek (ur. 1653)
- 26 marca – Paul I Esterházy, austriacki książę, feldmarszałek austriacki, poeta i kompozytor (ur. 1635)
- 4 października – Valentin Molitor, szwajcarski kompozytor i mnich benedyktyn (ur. 1637)